# Lajjun
Vous lisez un « bon article » labellisé en 2020.
Ne doit pas être confondu avec le site de Lejjun en Jordanie.
Lajjun, ou Lajjoun (en arabe اللجّون), est un ancien village arabe palestinien qui se trouvait à seize kilomètres au nord-ouest de Jénine et à un kilomètre au sud des ruines de la cité biblique de Megiddo.
L'histoire de la localité, qui tire son nom de Legio, camp d'une légion de la province romaine de Syrie-Palestine établie à cet endroit, s'étend sur quelque deux millénaires. Chef-lieu d'un sous-district sous les Abbassides, elle devint un important relais de poste à l'époque mamelouke puis, sous la domination ottomane, la capitale d'un district qui portait son nom. Après l'effondrement de l'Empire ottoman, vers la fin de la Première Guerre mondiale, Lajjun passa comme l'ensemble de la Palestine sous la tutelle britannique. Dans la Palestine mandataire, le village relevait du sous-district de Jénine. Il a perdu sa population en 1948, pendant la guerre israélo-arabe, au cours de laquelle son territoire a été annexé par Israël. La plupart de ses habitants se sont alors enfuis pour s'installer dans la ville voisine d'Umm al-Fahm.

## Toponymie
Lajjun dérive du latin Legio, référence à la légion romaine stationnée sur le site. Vers la fin du IIIe siècle, Dioclétien rebaptisa le lieu Maximianopolis (« cité de Maximien ») en l'honneur de son co-empereur Maximien Hercule (dit simplement Maximien),, à moins qu'il ne s'agisse de son associé le césar Galère (Maximien Galère), qui y aurait fondé la cité nouvelle entre 293 et 296. Cependant Eusèbe de Césarée emploie encore le nom de Legio pour désigner le village dans son Onomasticon et c'est celui qui resta en usage parmi les habitants. L'arrivée des armées musulmanes en 634 eut pour suite son arabisation en al-Lajjûn ou el-Lejjûn. La conquête de la Palestine par les croisés en 1099 fut suivie d'un retour au vocable latin accompagné de nouvelles formes — Ligio, Ligum, le Lyon — mais la reconquête du village par les musulmans en 1187 rétablit le nom arabisé.

## Géographie

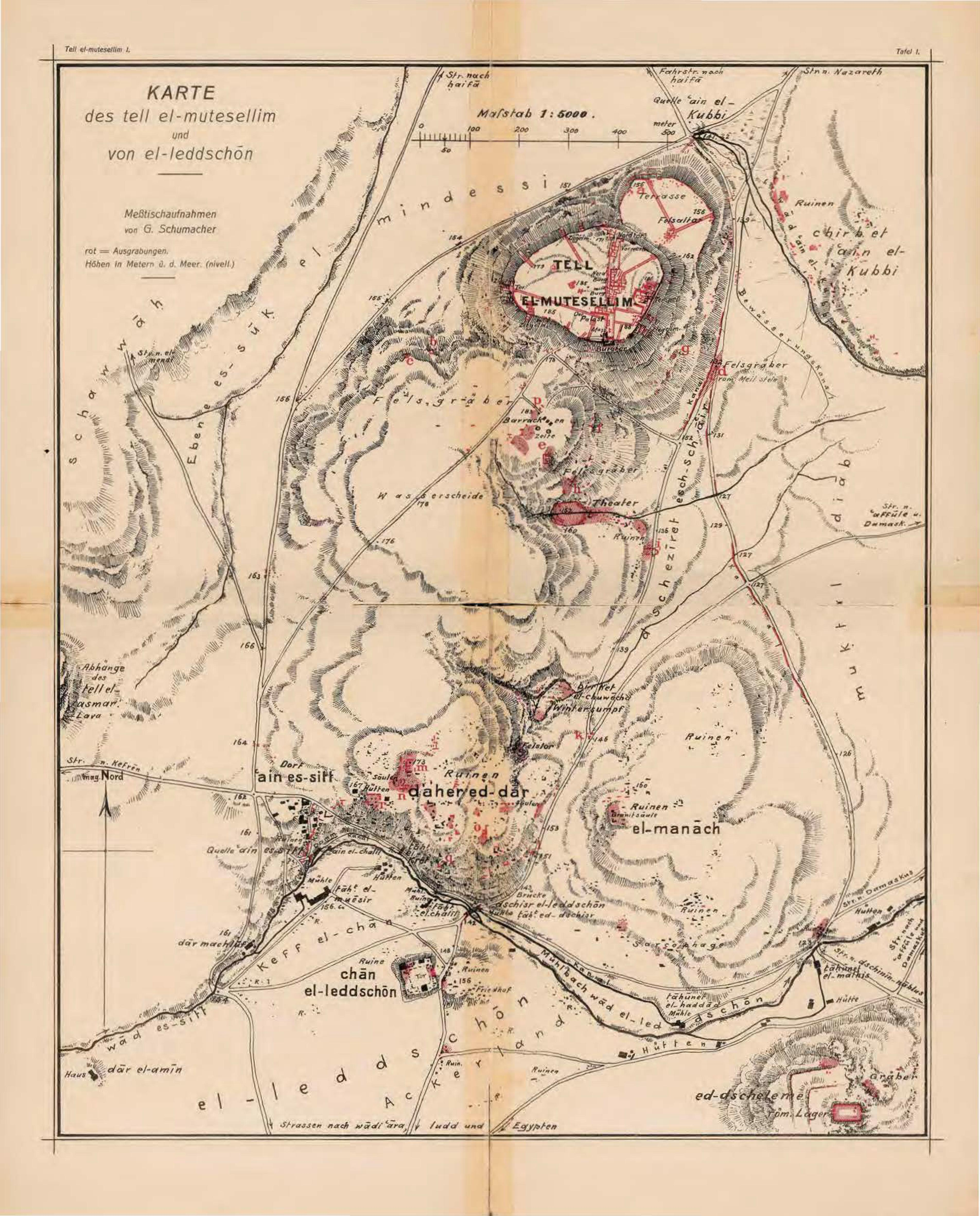
Carte de Tell el-Mutesellim et de Lajjun en 1905. Le village se trouve dans la partie foncée, sur le coude du ruisseau.

Le village moderne s'étageait entre 135 et 175 mètres d'altitude environ, sur les pentes de trois collines formant le rebord sud-ouest de la vallée de Jezreel (appelée en arabe Marj ibn Amer). Jénine, l'ensemble de la vallée et la chaîne de Nazareth sont visibles du site, qui occupe les deux rives d'un affluent du Kishon.
En amont de Lajjun, sur six kilomètres, le ruisseau parcourt vers le nord puis vers l'est un secteur appelé en arabe Wadi es-Sitt (« vallée de la dame »). Le quartier nord du village était bâti à proximité de plusieurs sources, dont 'Ayn al Khalil, 'Ayn Nasir, 'Ayn Sitt Leila et 'Ayn Jumma, désignées collectivement sous le nom de 'Uyun Seil Lajjun. Le quartier est s'étendait au bord de 'Ayn al Hajja.
En aval du site du village, le ruisseau s'appelle en arabe Wadi al-Lajjûn,. En hébreu, depuis une décision prise en 1958 par la Commission gouvernementale des noms géographiques (sur la base d'une appellation ancienne : voir dans la section historique « Âges du bronze et du fer »), le nom de Nahal Qeni (נַחַל קֵינִי) s'applique à toute la longueur du cours d'eau.
Lajjun était bordé au nord-est par les hauteurs de Tell el-Mutesellim et au nord-ouest par celles de Tell el-Asmar. Relié par des voies secondaires à la route Jénine-Haïfa ainsi qu'à celle qui menait, vers le sud-ouest, jusqu'à la ville d'Umm al-Fahm, le village était situé à proximité de l'intersection de ces deux grands axes.
Parmi les localités voisines figuraient le village détruit d'Ayn al-Mansi, au nord-ouest, et les villages subsistants de Zalafa au sud, Bayada et Musheirifa au sud-ouest et Zububa (dans les territoires palestiniens) au sud-est. La grande ville la plus proche d’Al-Lajjun était Umm al-Fahm, au sud.

## Histoire

### Âges du bronze et du fer

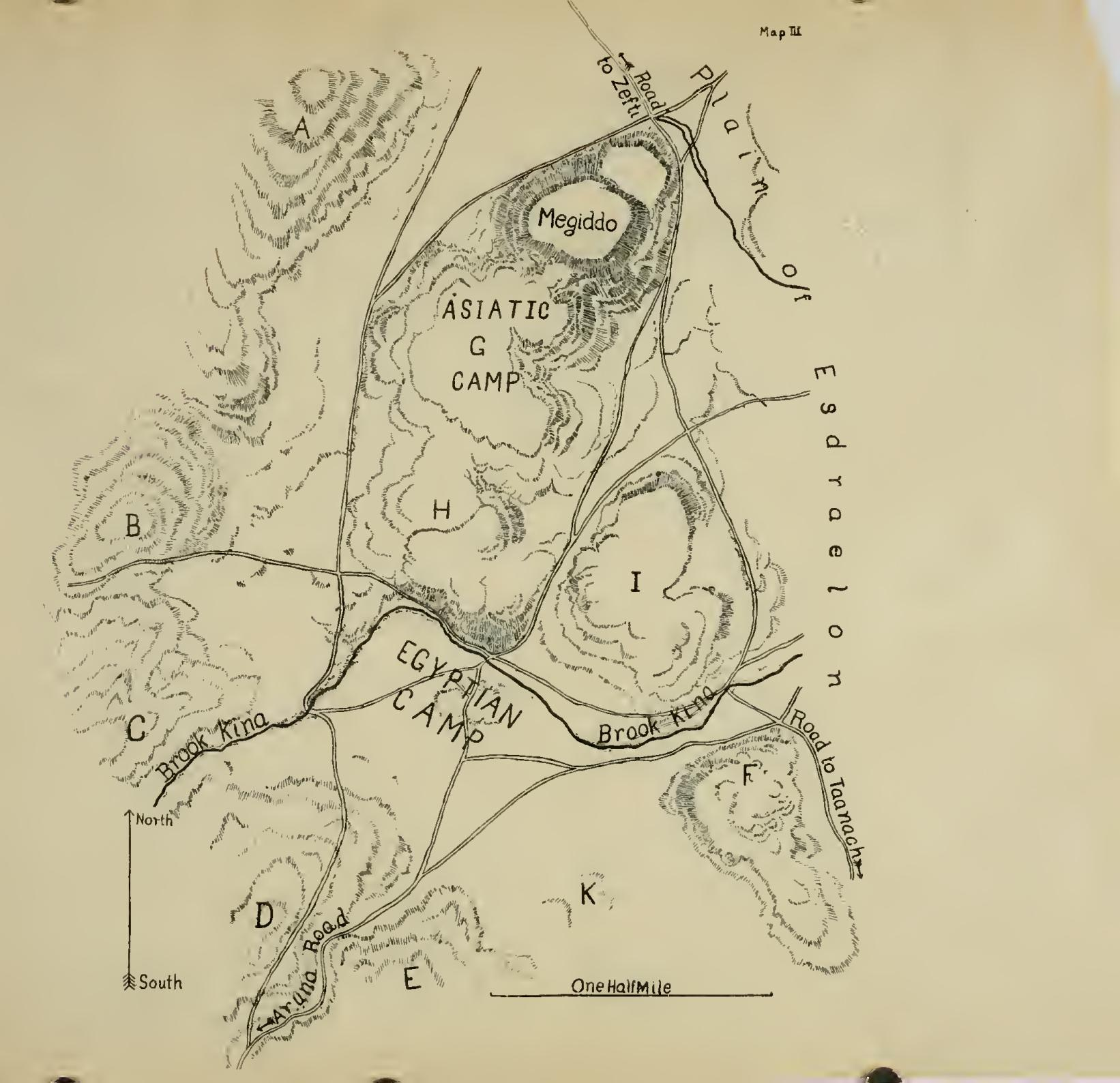
Reconstitution (1913) du champ de bataille de Megiddo, autour de la Kina.

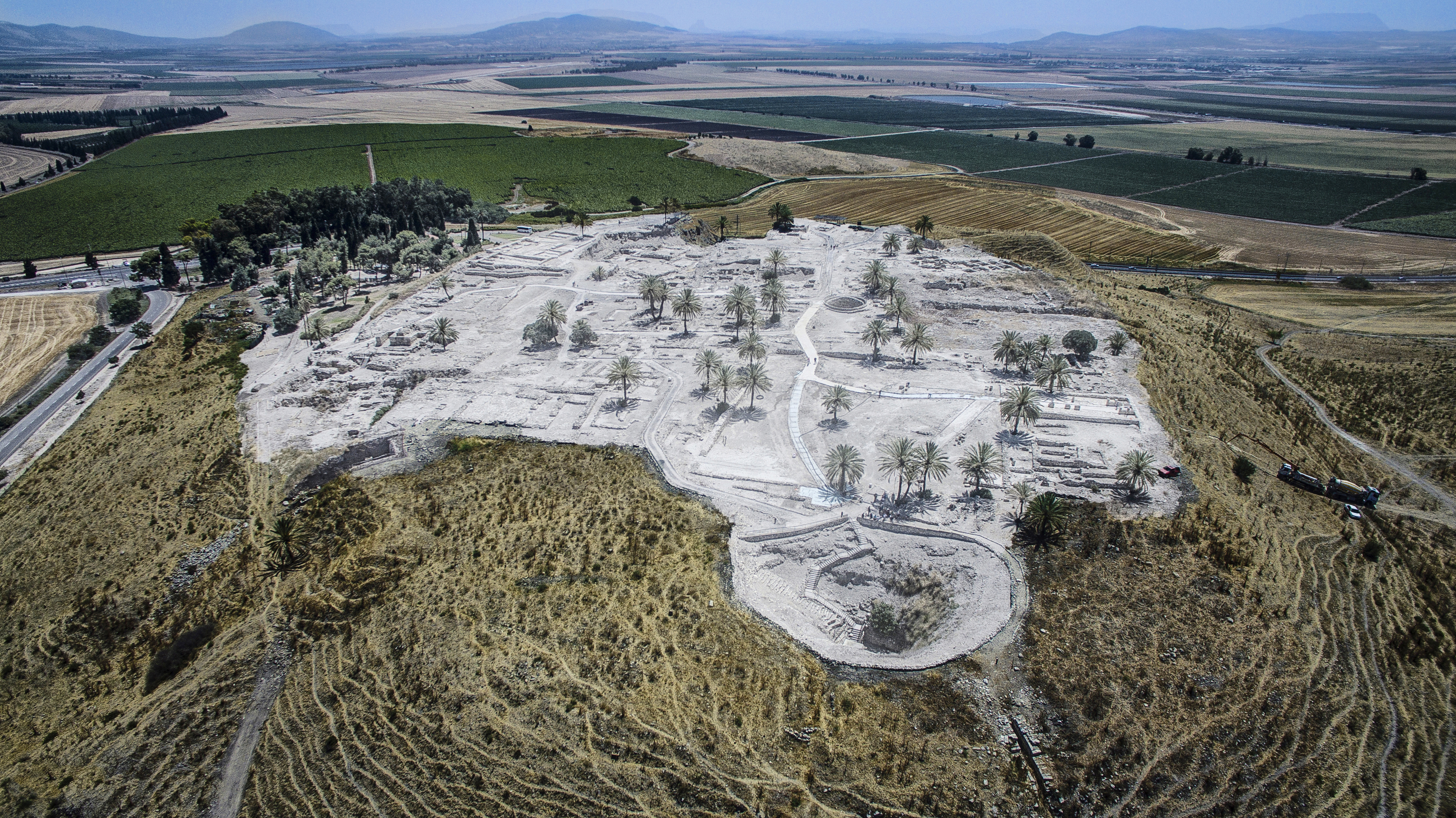
Vue aérienne du site archéologique de Megiddo.

Lajjun se trouve à environ un kilomètre au sud de Tel Megiddo, également appelé Tell el-Mutesellim, identifié à l’antique Megiddo. À l'époque des Cananéens, puis des Israélites, la place de Megiddo, en position stratégique sur la route qui mène d’Asie à l'Égypte, fut solidement fortifiée par les deux peuples.
Le ruisseau de Lajjun a été identifié à la Kina, ou Qina, cours d'eau mentionné dans les descriptions égyptiennes de la bataille de Megiddo, sous Thoutmôsis III. Selon la reconstitution d'Harold Hayden Nelson, cette bataille s'est entièrement déroulée dans la vallée, entre les trois quartiers de la ville moderne de Lajjun. Cependant, Nadav Na'aman comme Adam Zertal, ont proposé d'autres localisations pour la Qina. Certains spécialistes de la Bible ont soutenu que ce cours d'eau serait aussi celui du site appelé « eaux de Megiddo » dans le chant de Débora, tandis que, pour d'autres, toute partie du système fluvial du Kishon serait également plausible. Dans le même contexte, la Bible (Juges 4) mentionne la présence dans la région d’une branche des Qénites ; en rapprochant ce nom des Annales de Thoutmôsis, des spécialistes comme Shmuel Yeivin en sont arrivés à l'hypothèse que le terme Qina dériverait de qyni (en hébreu קיני). Selon Donald Bruce Redford, il pourrait s'agir d'une transcription égyptienne de qayin.

### Époque romaine

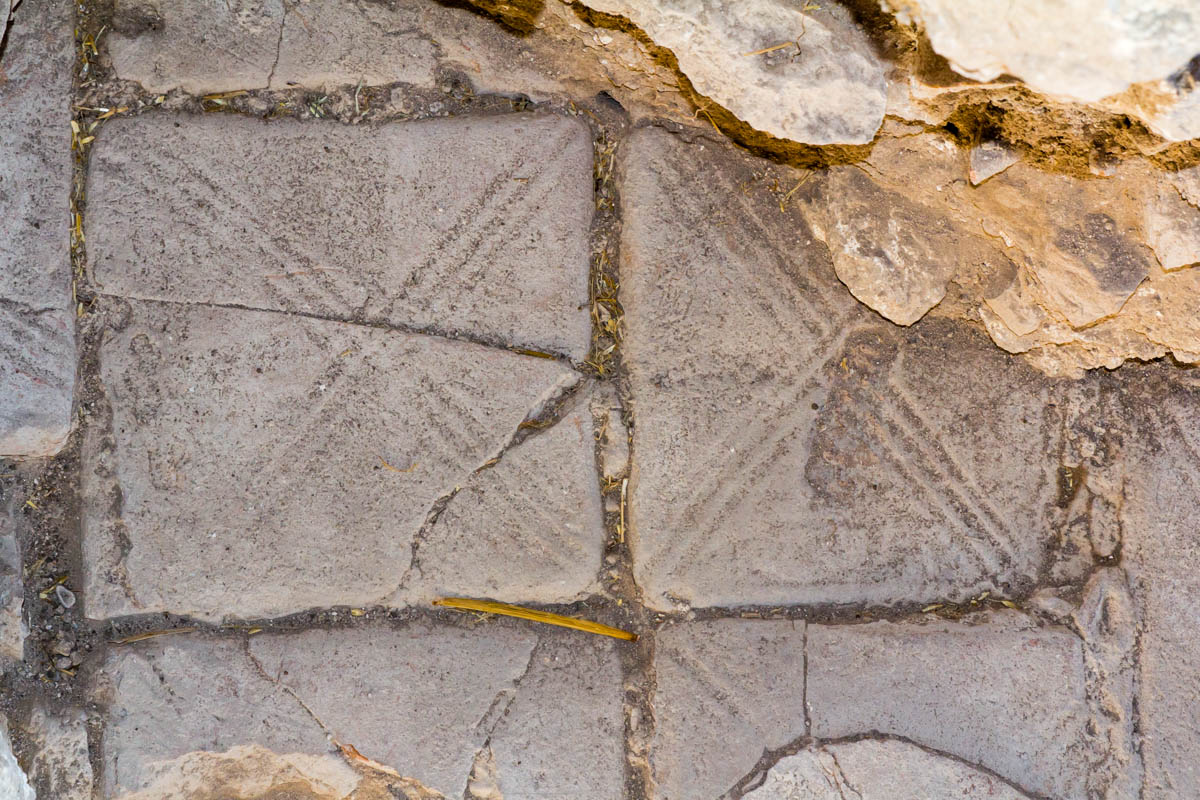
Pavement mis au jour par les fouilles à Legio.

Des spécialistes de géographie historique ont situé aux confins du village arabe la localité appelée Kefar ʿOtnai (en hébreu כפר עותנאי) à l'époque du Second Temple,. Sur la table de Peutinger, elle apparaît sous le nom transcrit en caractères latins de Caporcotani, le long de la voie romaine de Césarée à Scythopolis (Beït Shéan),,. Ptolémée mentionne également le site au IIe siècle de notre ère, sous l'appellation latine de Caporcotani, comme l'une des quatre villes de Galilée avec Sepphoris, Julias et Tibériade,. Parmi les personnages historiques du lieu figure Rabban Gamliel.
La première légion romaine stationnée à Caparcotna (Kefar ʿOtnai) fut vraisemblablement la Legio II Traiana Fortis, envoyée en 117 en renfort de la Legio X Fretensis face aux troubles de Judée. Pour garder la région du Wadi Ara, voie stratégique entre la plaine côtière et la vallée de Jezreel, l'empereur Hadrien y fit transférer la Legio VI Ferrata,. La date de son installation est incertaine, toutefois les analyses épigraphiques de Baruch Lifshitz indiquent qu'elle ne s'est pas faite en 133-134, pour compenser les pertes causées par la révolte de Bar Kokhba, mais avant cette guerre. Le camp (que l'enquête archéologique menée de 2002 à 2003 par Yotam Tepper a permis de localiser avec précision sur le versant nord de la colline d'El-Manach) se maintint assez longtemps pour que le lieu finisse par être nommé Legio. Au IIIe siècle, après le retrait de l'armée, Legio devint une cité, qui fut un temps officiellement appelée Maximianopolis,.
En 451, la cité faisait partie de la « deuxième Palestine », dont la capitale était Scythopolis et que le concile de Chalcédoine plaça avec l'ensemble des « trois Palestines » sous la juridiction du patriarcat de Jérusalem.

### Premiers siècles de l'Islam
Certains des historiens de l'Islam soutiennent que la bataille d'Ajnadayn, qui opposa les Arabes musulmans aux Byzantins en l'an 634, s'est déroulée sur le site de Lajjun. Après la victoire des musulmans, Lajjun ainsi que la majeure partie de la Palestine et le sud de la Syrie furent intégrés au califat. Pour les géographes médiévaux Istakhri et Ibn Hawqal, Lajjun était la ville la plus septentrionale du jund Filastin (district militaire de Palestine).
En 940, lors du conflit qui l'opposait pour le contrôle de la Syrie aux Ikhchidides d’Égypte, Ibn Ra'iq les affronta à Lajjun au cours d'une bataille indécise. Abu Nasr al-Husayn, général et frère du souverain ikhchidide Muhammad ben Tughj, fut tué pendant les combats. Pris de remords à la vue de son cadavre, Ibn Ra'iq offrit à son ennemi son fils, Abu'l-Fath Muzahim, âgé de 17 ans, « pour faire de lui ce que bon lui semblerait ». Honoré par ce geste, Muhammad ben Tughj, au lieu d'exécuter Muzahim, lui fit don de plusieurs présents et robes, puis le maria à sa fille Fatima.
En 945, Hamdanides d'Alep et Ikhchidides se livrèrent bataille à Lajjun. La victoire des Ikhchidides mit fin à l'expansion hamdanide vers le sud sous la direction de Sayf al-Dawla. Al-Maqdisi, géographe hiérosolymitain, décrivait Lajjun en 985 comme « une ville de la frontière de Palestine, dans les montagnes [...] elle est bien située et constitue un lieu agréable ». C'était même le centre d'une nahié (sous-district) du jund al-Urdunn, qui comprenait également les villes de Nazareth et de Jénine,.

### Périodes croisée, ayyoubide et mamelouke
En 1099, les croisés envahirent et conquirent le Levant sur les Fatimides. Intégrée à la seigneurie de Césarée, la localité vit s'implanter une population chrétienne conséquente : elle « paraît avoir été une de ces bourgades à peuplement franc qui furent relativement nombreuses dans le royaume de Jérusalem ». Jean d'Ibelin note que la communauté « devait le service de 100 sergents ». Bernard, archevêque de Nazareth, accorda en 1115 une partie des dîmes de Legio à l'hôpital du monastère de Sainte-Marie, puis en 1121, en étendit le bénéfice à l'ensemble de la cité, y compris son église et le village voisin de Ti'inik. En 1147, la famille de Lyon la tenait sous son autorité, mais en 1168, elle était passée sous celle de Payen, seigneur de Haïfa. Legio abritait à cette époque plusieurs marchés, un four public et d'autres activités économiques. Après l'avoir attaquée en 1182, les Ayyoubides la prirent en 1187, emmenés par le neveu de Saladin Husam ad-Din 'Amr.
Un certain nombre de personnalités et de souverains musulmans passèrent par le village, dont le sultan ayyoubide al-Kamil, qui à l'occasion de sa visite en 1231 donna sa fille Ashura en mariage à son neveu. En 1241, les Ayyoubides cédèrent le village aux croisés, puis il tomba aux mains des mamelouks de Baibars, en 1263. Un an plus tard, une expédition de templiers et d'hospitaliers y effectua un raid et emmena 300 hommes et femmes en captivité à Acre. Dans le traité conclu entre le sultan Qala'ûn et les croisés le 4 juin 1283, Lajjun est répertorié comme territoire mamelouk.
En 1300, le Levant était entièrement aux mains des mamelouks et divisé en plusieurs provinces. Lajjun devint le centre d'un ʿamal (sous-district) dans le mamlaka de Safad (qui finit par en compter seize). Au XIVe siècle, y vivaient les membres d'une tribu de Yamani (Arabes du sud se réclamant de la descendance de Qahtan). Shams al-Din al-'Uthmani, qui écrivait probablement dans les années 1370, indique que c'était le centre de Marj ibn Amer et que s'y trouvaient un grand khan pour les voyageurs, une « terrasse du sultan » et le maqam (tombeau) d'Abraham. Fortifiée par les mamelouks au XVe siècle, la ville devint une étape majeure sur la route de poste entre l'Égypte et Damas.

### Époque ottomane

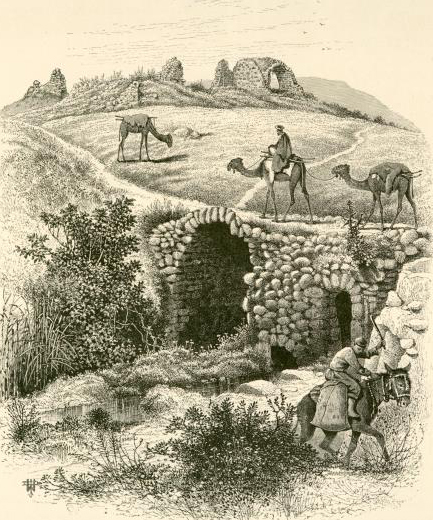
Dessin des vestiges du khan et de l'ancien pont de Lajjun, dans les années 1870.

#### Débuts et période des Tarabay
L'Empire ottoman conquit la plus grande partie de la Palestine sur les mamelouks après la bataille de Marj Dabiq, en 1517. Quand l'armée du sultan Sélim Ier fit route vers le sud, en direction de l'Égypte, Tarabay ibn Qaraja, chef des Bani Hareth, une tribu bédouine du Hedjaz, leur apporta le renfort de guides et d'éclaireurs Lorsque les mamelouks en furent complètement chassés et que Sélim retourna à Constantinople, les Tarabay obtinrent le territoire de Lajjun. La ville devint pour finir la capitale du sandjak (district) de Lajjun, qui faisait partie de la province de Damas et englobait la vallée de Jezreel, la Samarie septentrionale et une partie du littoral de la Palestine du nord et du centre. Il était composé de quatre nahiés (sous-districts), Jinin, Sahel Atlit, Sa'ra et Shafa, et comptait un total de 55 villages, dont Haïfa, Jénine et Baysan.
Après une brève période de rébellion des Tarabay, les tensions s'apaisèrent subitement et, en 1559, les Ottomans nommèrent Ali ibn Tarabay gouverneur de Lajjun. Son fils Assaf Tarabay dirigea la cité de 1571 à 1583. Sous son mandat, le pouvoir et l'influence des Tarabay s'étendirent jusqu'au sandjak de Naplouse. Il est mentionné, sous l'appellation de « sandjakbey d'Al-Lajjun », en tant que constructeur d'une mosquée dans le village voisin d' Al-Tira, en 1579. Déposé en 1583 et banni sur l'île de Rhodes, il fut gracié six ans plus tard, en 1589, et réinstallé dans la ville. À la même époque, un imposteur également nommé Assaf tenta de prendre le contrôle du sandjak de Lajjun. Passé à la postérité sous le nom d'Assaf al-Kadhab (« Assaf le menteur »), il fut arrêté et exécuté à Damas, où il s'était rendu pour tenter de faire confirmer sa nomination comme gouverneur du district. En 1596, Lajjun faisait partie de la nahié de Sha'ra et payait des taxes sur plusieurs productions agricoles, notamment le blé, l'orge, ainsi que les chèvres, les ruches et les buffles d'eau.
Assaf Tarabay ne fut pas réintégré au poste de gouverneur, mais Lajjun demeura aux mains de la famille en passant sous l’autorité du gouverneur Tarabay ibn Ali, remplacé à sa mort en 1601 par son fils Ahmad, qui resta également en fonction jusqu’à sa mort, en 1657. Ahmad, connu pour son courage et son hospitalité, aida les Ottomans à vaincre le rebelle Janbulad et donna sa protection à Yusuf Sayfa, principal rival de Janbulad. En coordination avec les gouverneurs de Gaza (la famille Ridwan ) et de Jérusalem (la famille Farrukh), il affronta également Fakhreddine II au cours d'une longue série de batailles qui aboutirent à la victoire de l'alliance Tarabay-Ridwan-Farrukh après que leurs forces eurent mis l'armée de Fakhreddine en déroute sur la rivière al-Auja, dans le centre de la Palestine, en 1623.
En signe de gratitude, les autorités ottomanes de Damas agrandirent le fief d'Ahmad. Son fils Zayn Tarabay gouverna Lajjun brièvement jusqu'à sa mort en 1660. Il eut pour successeur le frère d'Ahmad, Muhammad Tarabay, lequel, selon son secrétaire français, était plein de bonnes intentions mais dépendant à l'opium et fut donc un dirigeant faible. Après sa mort en 1671, d'autres membres de la famille Tarabay dirigèrent Lajjun jusqu'en 1677, date à laquelle les Ottomans les remplacèrent par un fonctionnaire. La principale raison de la défaveur des Tarabay est la migration vers l'est de leur tribu d'appartenance, les Bani Hareth, jusqu'à la rive orientale du Jourdain. Plus tard au cours du même siècle, Cheikh Ziben, ancêtre du clan Abd al-Hadi d'Arrabah, devint le chef du sandjak de Lajjun. Henry Maundrell, qui visita l'endroit en 1697, le décrit comme « un vieux village près d'un bon khan ».

#### Période ottomane récente

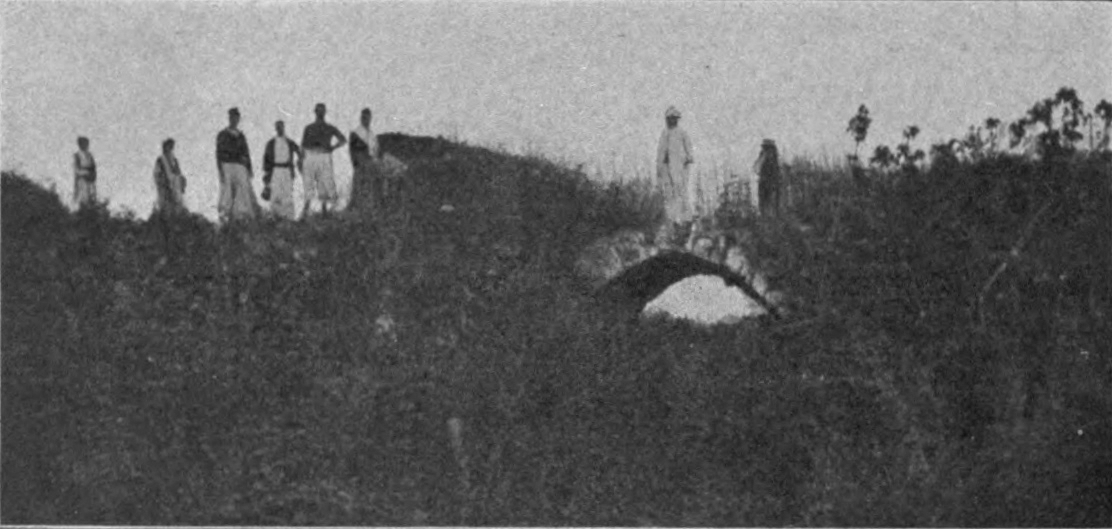
Vieux pont de Lajjun, photo prise entre 1903 et 1905.

En 1723, la plupart des territoires du district de Lajjun étaient en fait sous la coupe des familles les plus fortes du sandjak de Naplouse. Plus tard au cours du XVIIIe siècle, Lajjun fut remplacée par Jénine en tant que capitale administrative du sandjak, qui incluait à présent celui d'Ajlun. Au XIXe siècle, il fut renommé sandjak de Jénine, bien qu'Ajlun en soit séparé. On rapporte que Zahir al-Omar, qui fut le dirigeant effectif de la Galilée pendant une courte période de la seconde moitié du XVIIIe siècle, a utilisé des canons contre Lajjun au cours de sa campagne de 1771-1773 pour prendre Naplouse. Il est possible que cette attaque ait entraîné le déclin du village au cours des années suivantes. À ce moment-là, l'influence de Lajjun s'est trouvée amoindrie par l'importance croissante du pouvoir politique d'Acre et du pouvoir économique de Naplouse.
Edward Robinson, qui s'y est rendu en 1838, remarque que le khan évoqué par Maundrell était destiné à l'accueil des caravanes empruntant la grande route de l’Égypte à Damas, laquelle partait de la plaine côtière occidentale, continuait sur les collines menant à Lajjun et entrait dans la plaine d'Esdraelon. Lorsque le consul britannique James Finn se rendit dans la région au milieu du XIXe siècle, il n'y vit pas de village. Les auteurs du Survey of Western Palestine ont également remarqué un khan au sud des ruines de Lajjun au début des années 1880. Gottlieb Schumacher a vu des caravanes se reposer au bord du ruisseau de Lajjun au début des années 1900.

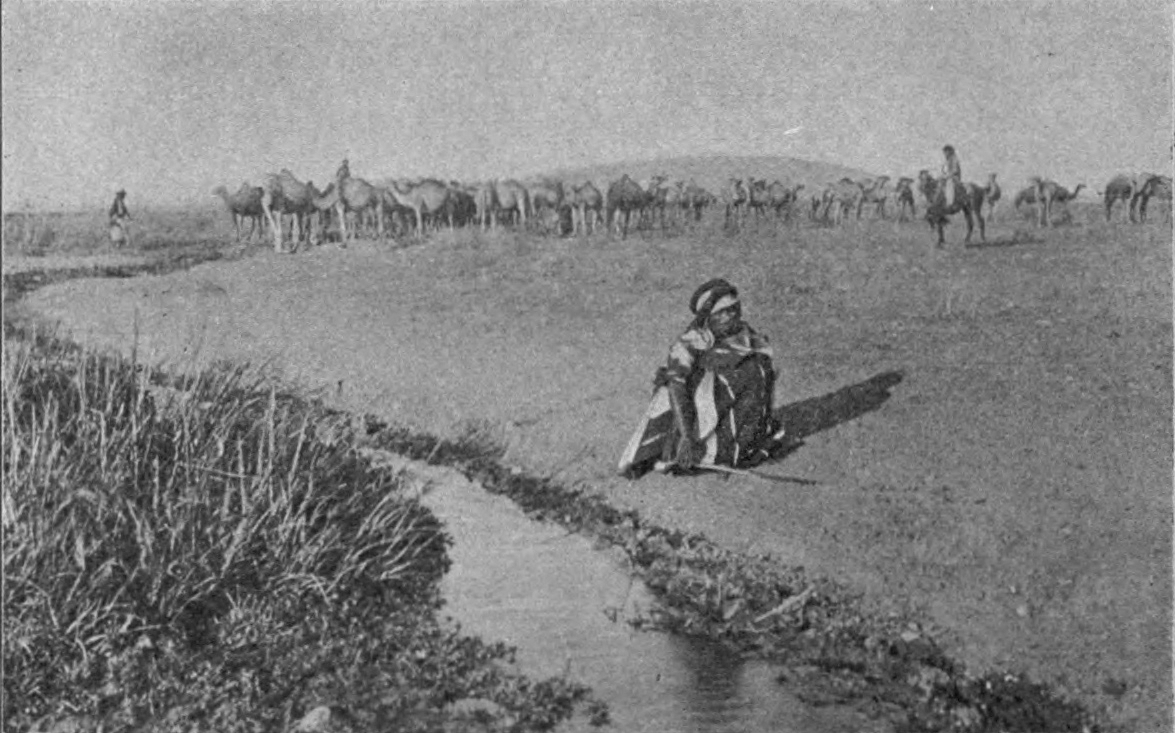
Troupeau de dromadaires près d'un ruisseau à Lajjun, en 1908.

Andrew Petersen, inspectant les lieux en 1993, note que les principaux bâtiments existants sur le site sont le khan et un pont. Celui-ci, qui traverse un important affluent du Kishon, mesure environ 4 mètres de large et de 16 à 20 mètres de long. Il est porté par trois arches, le côté nord a été dépouillé de son parement tandis que le côté sud est très envahi par la végétation. Selon Petersen, le pont était déjà en ruine lorsqu'il fut dessiné par Charles William Wilson, dans les années 1870. Le khan est situé sur une colline basse, à 150 mètres au sud-ouest du pont. Il s’agit d’un enclos carré d'environ 30 mètres de côté et doté d'une cour centrale. Les ruines sont couvertes de végétation et seuls les vestiges d'une pièce sont encore visibles.
À la fin du XIXe siècle, des Arabes d'Umm al-Fahm commencèrent à exploiter les terres agricoles de Lajjun, s'y installant pour la saison,,. Peu à peu, ils s'établirent dans le village, construisant leurs habitations autour des sources. En 1903-1905, Schumacher effectua des fouilles à Tell el-Mutesellim (l'ancienne Megiddo) et en quelques points de Lajjun. Il écrit que Lajjun (el-Leddschōn) est à proprement parler le nom du ruisseau et des terres agricoles environnantes et appelle le village qui borde le ruisseau Ain es-Sitt . Lequel, note-t-il, « est constitué en tout et pour tout de neuf cabanes minables au milieu des ruines et des tas d'excréments » et de quelques autres cabanes de fellah au sud du ruisseau. En 1925, des habitants de Lajjun réutilisèrent des pierres de l'ancienne structure, qui avaient été exhumées, pour construire de nouvelles habitations. Au début du XXe siècle, les quatre hamulas (« clans ») d'Umm al-Fahm, al-Mahajina, al-Ghubariyya, al-Jabbarin et al-Mahamid, se partagèrent le territoire,.

### Mandat britannique

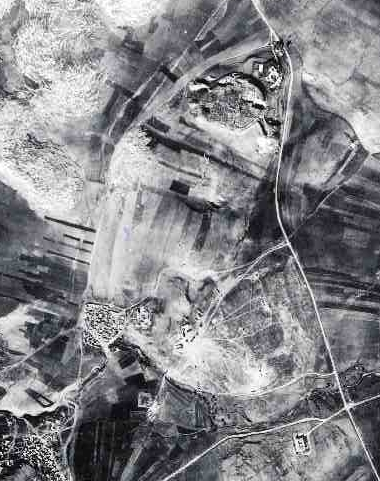
Photographie aérienne de Tel Megiddo et Lajjun en 1944.
Des changements sont visibles par rapport à la carte de 1905, comme le nouveau quartier au sud-ouest, les routes et le poste de police près du carrefour.

Lajjun a connu de nouveaux afflux de population pendant la période du mandat britannique, en particulier à la fin des années 1930, à la suite de la répression de la révolte arabe de Palestine. La tombe de Yusuf Hamdan, un dirigeant local de la révolte, est située dans le village. La perspective de voir les autorités mandataires transformer Lajjun en chef-lieu de comté a motivé d'autres arrivées. En 1940-1941, un poste de police appartenant au système des forts de Tegart a été construit près du carrefour routier voisin.
L'afflux de population nouvelle a fait connaître à l'économie de Lajjun une croissance rapide. Le village s'agrandissant, il a été divisé en trois quartiers, l'un à l'est, un autre à l'ouest et le plus ancien au nord. Chaque quartier était habité par une ou plusieurs hamulas.
Il y avait à Lajjun une école fondée en 1937 et qui comptait en 1944 83 élèves. Elle était située dans le quartier de Khirbat al-Khan, celui du clan al-Mahajina al-Fawqa. C'était une école primaire pour garçons, assurant quatre ans de scolarité. En 1943, l'un des grands propriétaires terriens du village finança la construction d'une mosquée de pierre blanche dans le quartier est, al-Ghubariyya. Au cours de la même période, une autre mosquée fut établie dans le quartier d'al-Mahamid, financée par les résidents eux-mêmes.

Carte de Lajjun, Survey of Palestine, 1946.

En 1945, Lajjun, Umm al-Fahm et sept hameaux couvraient une superficie totale de 77,24 km2 dont 68,3 km2 appartenaient à des propriétaires arabes, le reste étant propriété publique,. Le total des terres cultivées était de 50 km2 ; 4,3 km2 étaient utilisés en plantations et irrigués, 44,6 km2 étaient plantés en céréales (blé et orge). La surface bâtie des villages était de 0,128 km2, principalement à Umm al-Fahm et Lajjun. Les anciens des villages se souviennent qu'ils cultivaient le blé et le maïs dans les champs et que parmi les cultures irriguées figuraient les aubergines, les tomates, les gombos, les niébés et les pastèques. Un relevé cartographique de 1946 montre que la plupart des bâtiments des quartiers est et ouest étaient faits de pierre et de boue mais que pour certains la boue était utilisée sur du bois. À côté de nombreuses maisons se trouvaient de petites parcelles marquées comme « vergers ».
Il y avait dans le village un petit marché, ainsi que six moulins à grains (alimentés par les nombreux oueds et sources du voisinage) et un centre de santé. Les divers quartiers de Lajjun comptaient de nombreux magasins. Un villageois d’Umm al-Fahm avait implanté à Lajjun une compagnie de bus ; la ligne desservait Umm al-Fahm, Haïfa et plusieurs villages, dont Zir'in (en). En 1937, la ligne exploitait sept autobus. Par la suite, la société a été autorisée à desservir également Jénine et a pris le nom de « Al-Lajjun Bus Company ».

### Guerre de 1948
Dans le plan de partage proposé par les Nations unies en 1947, Lajjun était attribué à l'État arabe. Le village, défendu par l'Armée de libération arabe (ALA), était le quartier général logistique de l'armée irakienne. La Haganah l'attaqua pour la première fois le 13 avril 1948, lors de la bataille autour du kibboutz Mishmar-Haémek. D'après Fawzi al-Qawuqji, qui était alors le commandant de l'ALA, les forces juives (la Haganah) tentèrent d'atteindre le carrefour de Lajjun dans un mouvement de contournement, mais apparemment l'opération échoua,. Selon le New York Times, douze Arabes furent tués et quinze blessés lors de cette offensive. Le 15 avril, le gros des troupes de la Haganah investissait Megiddo tandis que, d'après les sources juives citées par le même journal, des formations auxiliaires attaquaient sur ses arrières Fawzi al-Qawuqji retranché dans Lajjun. Dans la nuit du 15 au 16 avril, les unités du Palmach attaquèrent et firent exploser une grande partie du village.
L'historien Walid Khalidi relève que le New York Times fait état d'une occupation de Lajjun par la Haganah dès le 17 avril. Selon le journal, c'est alors « la place la plus importante prise par les Juifs, qui dans leur offensive ont emporté dix villages au sud et à l'est de Mishmar-Haémek ». L'article ajoute que des femmes et des enfants ont été chassés et 27 bâtiments détruits par la Haganah. Cependant, d'après les sources militaires arabes, le village n'était pas encore occupé, puisque al-Qawuqji mentionne une reprise des opérations le 6 mai, les forces de la Haganah attaquant les positions de l'ALA dans la région de Lajjun. Selon le commandant de l'ALA, le bataillon Yarmouk et d'autres unités repoussèrent ces assauts mais, deux jours plus tard, à nouveau la Haganah « tentait de couper la région de Lajjun de Tulkarem en vue de prendre Lajjun et Jénine »,.
Lajjun fut finalement pris par la brigade Golani le 30 mai 1948, au cours de l’opération Gédéon (en), pendant la première phase de la guerre israélo-arabe proprement dite ; c'est cette date que retient l'historien Benny Morris pour la dépopulation du village. Lajjun revêtait une importance particulière pour les Israéliens en raison de son emplacement stratégique à l'entrée du Wadi Ara : sa prise rapprochait leurs forces de Jénine. Lors de la deuxième trêve entre Israël et la coalition arabe, début septembre, le tracé de la ligne de cessez-le-feu fixé par un responsable de l'ONU passait dans la région par Lajjun. Une bande de 500 verges fut établie des deux côtés de la ligne, dans laquelle les Arabes et les Juifs étaient autorisés à faire leurs récoltes. Les forces israéliennes utilisèrent Lajjun comme lieu de transit pour transférer 1 400 femmes, enfants et personnes âgées arabes d'Ijzim, ensuite envoyés à pied à Jénine.

### État d'Israël

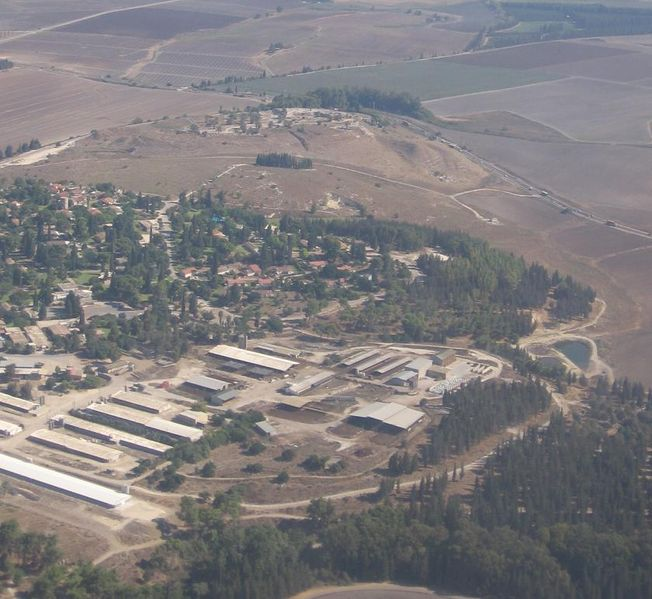
Après s'être établi sur les ruines du village, le kibboutz Megiddo (ici en 2007) s'est réinstallé sur une colline proche.

Le kibboutz Megiddo (initialement nommé Yosef Kaplan) s'est construit sur une partie des terres de Lajjun à partir de janvier 1949. Les bâtiments du village ont été démolis dans les mois suivants.
En novembre 1953, 34,6 km2 des terres d'Umm al-Fahm ont été confisqués par l'État en vertu de la loi 5713-1953 sur l'acquisition de terres. S'y trouvait incluse une grande partie de la zone bâtie de Lajjun, constituant la parcelle 20420 (0,2 km2). Plus tard, le secteur a été planté d'arbres forestiers.
En 1992, Walid Khalidi décrivait ainsi les vestiges du village : « Il ne reste que la mosquée de pierre blanche, un moulin, le centre de santé et quelques maisons en partie détruites. La mosquée a été transformée en menuiserie et l'une des maisons a été transformée en poulailler. Le centre de santé et le moulin à grains sont déserts et l'école a disparu. Le cimetière reste, mais il est dans un état d'abandon ; la tombe de Yusuf al-Hamdan, un nationaliste éminent tombé lors de la révolte de 1936, est clairement visible. Les terres environnantes sont plantées d'amandiers, de blé et d'orge ; elles portent également des abris pour animaux, des plantations de fourrage et une pompe installée sur la source d'Ayn al-Hajja. Le site est étroitement clôturé et l’entrée est bloquée. » En 2000, Meron Benvenisti revenait sur l'état de la « mosquée blanche » de 1943 et la citait encore, en 2005, parmi les mosquées menacées. En 2007, elle fut évacuée et scellée.
Dans les années 2000, 486 familles d'Umm al-Fahm (anciennement de Lajjun), agissant par l'intermédiaire de l'organisation humanitaire Adalah, ont demandé l'annulation de la confiscation de la parcelle. Le tribunal de district s'est prononcé contre les plaignants en 2007 et la Cour suprême a confirmé cette décision en 2010.

## Démographie
Au début de l'époque ottomane, en 1596, Lajjun avait une population de 226 personnes. Lors du recensement effectué sous le mandat britannique en 1922, il y avait 417 habitants. Lors du recensement de 1931, la population avait plus que doublé pour atteindre 857 personnes, dont 829 musulmans, 26 chrétiens et 2 juifs,. Il y avait cette année-là 162 maisons dans le village,. En 1948, Lajjun comptait, selon les sources, de 1 103 à 1 280 habitants, pour 241 maisons.
Les familles éminentes d’Al-Lajjun étaient les Jabbarin, les Ghubayriyya, les Mahamid et les Mahajina. Environ 80 % des habitants ont fui à Umm al-Fahm, où ils vivent actuellement en tant que citoyens arabes d'Israël et Palestiniens déplacés internes.

## Culture
La tradition locale concernant 'Ayn al-Hajja remonte au début de l'époque musulmane. Ibn al-Faqih, géographe persan du Xe siècle, rapporte une légende locale concernant l'origine de cette source abondante, sur laquelle l'alimentation en eau de la localité a reposé au cours des siècles : « il y a tout près d'al-Lajjun une grande pierre de forme ronde, sur laquelle est construite une coupole qu'ils appellent la mosquée d'Abraham. Un flot abondant coule de sous la pierre et l'on rapporte qu'Abraham frappa la pierre de son bâton et qu'aussitôt l'eau en coula à suffisance pour étancher la soif des habitants de la ville, et aussi pour arroser leurs terres. La source n'a cessé de couler jusqu'à nos jours. »
En 1226, le géographe arabe Yaqout al-Hamaoui évoque la mosquée d'Abraham et le « ruisseau abondant » du village dont il précise qu'il faisait « partie de la province de Jordanie ». Abraham était entré dans la ville avec son troupeau de moutons alors qu'il faisait route vers l'Égypte. Les habitants l'informèrent que le village ne possédait que de petites quantités d'eau et qu'il devrait donc s'adresser ailleurs. Selon la légende, Abraham reçut l'ordre de frapper le rocher, ce qui provoqua un « abondant jaillissement » d'eau. À partir de ce moment, les vergers et les cultures du village furent bien irrigués et les habitants rassasiés du surplus d’eau potable fourni par la source.
Lajjun s'honorait également de la présence de deux tombeaux abritant des reliques musulmanes de l'époque mamelouke : celles de deux saints hommes originaires du village, Ali Shafi'i, mort en 1310, et Ali ibn Jalal, mort en 1400.

## Archéologie

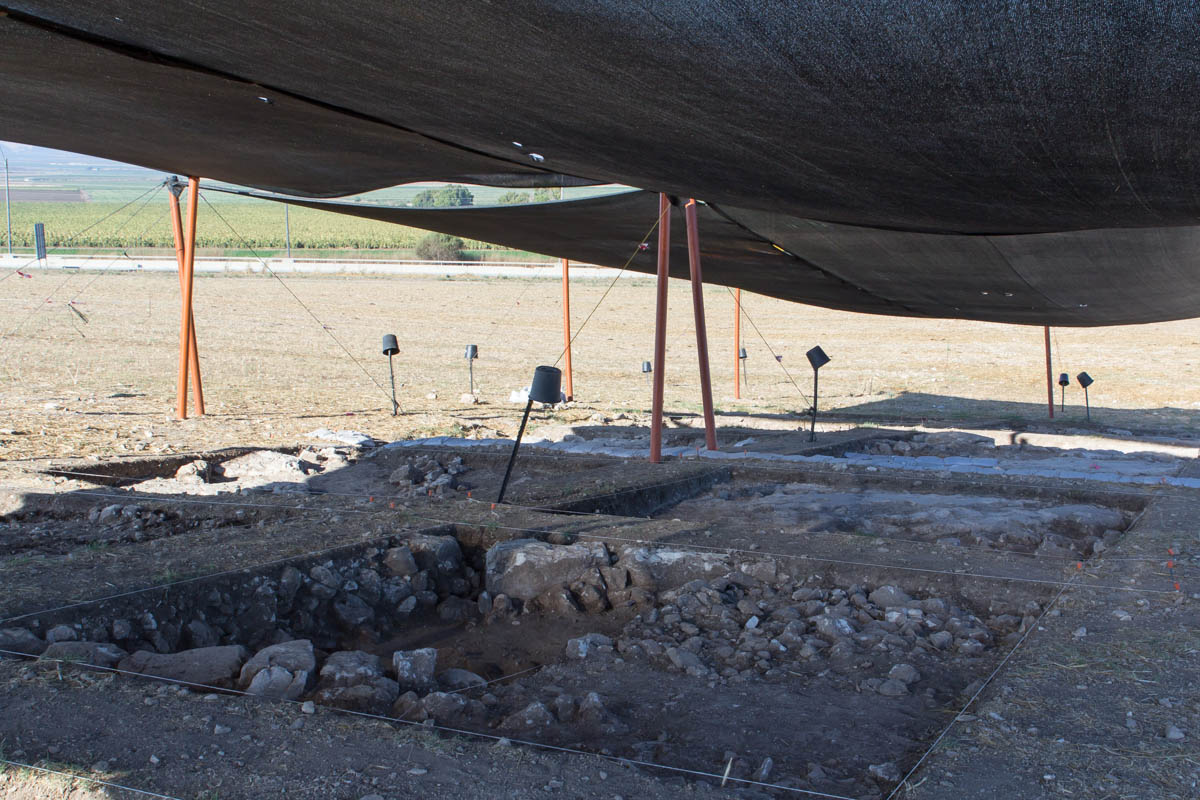
Chantier de fouille sur le site de Legio.

Un trésor constitué de dinars de l'époque omeyyade a été découvert à Lajjun en 1933.
En 2001, l'Autorité des antiquités d'Israël (AAI) a mené des fouilles archéologiques sur les sites de Kefar 'Otnay et Legio, à l'ouest du carrefour de Megiddo. Les résultats ont révélé des artefacts remontant aux périodes romaine et byzantine ancienne. En 2004, l’AAI a effectué d’autres fouilles sur le site de Legio. En 2013, Yotam Tepper et le projet régional de la vallée de Jezreel ont creusé des tranchées qui ont mis en évidence des preuves claires de la présence d'un camp. En 2017, ont été découvertes une porte monumentale, une borne de pierre, une inscription dédicatoire, plus de 200 pièces de monnaie romaines et une marmite contenant des restes humains incinérés.